# Оук Ран (Илиноис)
Оук Ран (енгл. Oak Run) насељено је место без административног статуса у америчкој савезној држави Илиноис.

## Демографија
По попису из 2010. године број становника је 547.
| Група             | 2000.    | 2010.       |
| Белци             | 0 (0,0%) | 525 (96,0%) |
| Афроамериканци    | 0 (0,0%) | 9 (1,6%)    |
| Азијати           | 0 (0,0%) | 2 (0,4%)    |
| Хиспаноамериканци | 0 (0,0%) | 5 (0,9%)    |
| Укупно            | 0        | 547         |